# Tanjung Mulak
Tanjung Mulak is een bestuurslaag in het regentschap Lahat van de provincie Zuid-Sumatra, Indonesië. Tanjung Mulak telt 693 inwoners (volkstelling 2010).